# Volta (regio)
Volta is een van de elf administratieve regio's van Ghana en beslaat de zuidoostelijke grensstreek van dat land. Aldaar grenst de regio in het oosten aan buurland Togo. Intern grenst Volta in het noorden aan de regio Northern en in het westen van noord naar zuid aan de regio's Brong-Ahafo, Eastern en Greater Accra. In het zuiden heeft Volta een kuststrook aan de Golf van Guinee. De regio behoorde in koloniale tijden bij Brits Togoland en werd na een volksraadpleging in 1956 bij het onafhankelijke Ghana gevoegd.

## Districten
Volta is onderverdeeld in vijftien districten:
- Adaklu-Anyigbe
- Akatsi
- Ho Municipal
- Hohoe
- Jasikan
- Kadjebi
- Keta
- Ketu
- Kpando
- Krachi
- Krachi East
- Nkwanta
- North Tongu
- South Dayi
- South Tongu